# Oncopsis avellanae
Oncopsis avellanae är en insektsart som beskrevs av Edwards 1920. Oncopsis avellanae ingår i släktet Oncopsis och familjen dvärgstritar. Inga underarter finns listade i Catalogue of Life.